# Rémi Brague
Vous pouvez aider à l'améliorer ou bien discuter des problèmes sur sa page de discussion.
- Il ne s’appuie pas, ou pas assez, sur des sources secondaires ou tertiaires. (Marqué depuis janvier 2024)
- Sa forme n’est pas encyclopédique et ressemble trop à un curriculum vitæ. Modifiez le texte pour aider à le transformer en article neutre. (Marqué depuis janvier 2024)

- Archive Wikiwix
- Bing
- Cairn
- DuckDuckGo
- E. Universalis
- Gallica
- Google
- G. Books
- G. News
- G. Scholar
- Persée
- Qwant
- (zh) Baidu
- (ru) Yandex
- (wd) trouver des œuvres sur Wikidata

Pour les articles homonymes, voir Brague.
Rémi Brague, né le 8 septembre 1947 à Paris, est un philosophe et historien de la philosophie français. Il est membre de l'Institut de France.
Connu depuis son ouvrage Europe, la voie romaine, paru en 1992, ainsi que pour ses essais sur la religion chrétienne, ses recherches actuelles relèvent de l'histoire des idées à très long terme et de la comparaison entre christianisme, judaïsme et islam.

## Biographie

### Jeunesse et formation
Rémi Brague perd son père à l'âge d'un an, tué pendant la guerre d'Indochine.
Élève à l'École normale supérieure en 1967, il est agrégé de philosophie en 1971, puis soutient sa thèse de doctorat en 1976, sous la direction de Pierre Aubenque. En 1986, il soutient une thèse d'État sous la direction du même professeur.
Il est boursier de la fondation Alexander-von-Humboldt, Thomas Institut, à l'université de Cologne, pendant l'année 1987-1988.

### Carrière
Spécialiste de la philosophie médiévale arabe et juive, et connaisseur de la philosophie grecque, il enseigne la philosophie grecque, romaine et arabe.
Professeur émérite de l'université Paris 1 Panthéon-Sorbonne, Rémi Brague a aussi enseigné jusqu'en 2012 la philosophie des religions européennes à l'université Louis-et-Maximilien de Munich, où il a occupé la chaire Romano Guardini. Il a été aussi John Findlay Visiting Professor à l'université de Boston (États-Unis).
En avril 2011, il débat avec l'anthropologue des religions Malek Chebel lors d'une conférence-débat organisée à l'Institut d'études politiques de Paris par le Centre Saint-Guillaume sur l'histoire du dialogue entre christianisme et islam.
Pendant l'année 2014, il est titulaire de la chaire Étienne Gilson.

### Membre d'académies
En 2009, Rémi Brague devient un membre de l'Académie catholique de France, avec Pierre Manent, Philippe Capelle, Thierry Escaich et Nathalie Nabert,.
Il est membre de l'Académie européenne des sciences et des arts, de l'Académie des sciences morales et politiques, élu le 7 décembre 2009 au fauteuil de Jean-Marie Zemb, et membre correspondant de l'Académie des sciences de Göttingen.
Il est aujourd'hui membre du conseil d'orientation de l'Institut Thomas-More.

## Travaux
Son domaine d'étude est très vaste : bien qu'officiellement spécialiste des philosophies médiévales juive et arabe, il a d'abord travaillé sur la philosophie grecque ; d'abord sur Platon, puis sur Aristote. Sa thèse de 3e cycle portait sur le Ménon de Platon (publiée sous le titre Le Restant). Sa thèse de doctorat d'État est une étude sur la notion de monde chez Aristote. C'est ensuite que sa recherche s'est tournée sur le Moyen Âge arabe, juif et latin. Il a publié sur saint Bernard, Razi et Maïmonide. Rémi Brague est aussi un commentateur de l'œuvre de Heidegger et un spécialiste de Leo Strauss.
L'ouvrage qui l'a fait sortir du cadre de l'expertise philosophique érudite est Europe, la voie romaine, traduit en plusieurs langues. Son travail actuel se développe en un triptyque qui concerne d'abord la représentation de la notion de monde (La Sagesse du monde), ensuite la manière dont la pensée s'est représentée historiquement la loi de Dieu (la Loi de Dieu) ; le troisième volume (Le Règne de l'homme) porte sur les manières dont l'homme a cherché historiquement à s'émanciper de la nature et de Dieu.

## Honneurs et distinctions

### Décorations
- Officier de la Légion d'honneur (2019)[9]
- Officier de l'ordre national du Mérite (2022)[14]
- Commandeur de l'ordre des Palmes académiques[9]

### Prix
- Prix Reinach de l'Association des études grecques, 1988[15]
- Médaille de bronze du CNRS, 1988
- Prix Grammaticakis-Neumann de l'Académie des sciences morales et politiques, 1988
- Prix Alexandre-Papadopoulo de l'Académie des sciences morales et politiques, 1999
- Prix Lucien-Dupont de l’Académie des sciences morales et politiques, 2005[16]
- Prix Basilicata, 2008[17]
- Prix Josef-Pieper, 2009[18]
- Grand prix de philosophie de l'Académie française, 2009[19]
- Prix Ratzinger le 19 octobre 2012[20],[21]

### Doctoratshonoris causa
- Docteur honoris causa de l'université pontificale Jean-Paul-II de Cracovie[9]
- Docteur honoris causa de l'université CEU San Pablo[9]

## Publications principales

### Ouvrages
- Le Restant : supplément aux commentaires du Ménon de Platon, Paris, Vrin/Les Belles Lettres, 1978, 247 p. - 2e éd. inchangée, Vrin, 1999
- Du temps chez Platon et Aristote : quatre études, PUF, Paris, 1982, 181 p. - 2e éd. inchangée, 1995
- Aristote et la question du monde : essai sur le contexte cosmologique et anthropologique de l'ontologie, Paris, PUF, 1988, 560 p.
- Europe, la voie romaine, Criterion, Paris, 1992, 189 p. - 2e éd. revue et augmentée, ib., 1993, 206 p. - 3e éd. revue et augmentée, coll. « Folio essais », NRF, Paris, 1999, 260 p.  (ISBN 978-2070408771)
  - Evropa, římská cesta, traduction tchèque par K. Thein. Prague, Karlova univerzita, 1994
  - Европа, римский путь/ traduction russe par A. M. Routkevitch А.М. Руткевич. Moscou, Аллегро-Пресс, 1995. 176 p.
  - Europa, droga rzymska, traduction polonaise par Wiktor Dłuski, Teologia Polityczna[22], Varsovie, Wyd. Funadcja Św. Mikołaja, 2012
  - Ekscentriškoji Europos tapatybė, traduction lituanienne par R. Matuzevičiūtė et K. Kazakevičiūtė. Vilnius, Aidai, 2001
- La Sagesse du monde : histoire de l'expérience humaine de l'univers, Le Livre de Poche, coll. « Biblio Essais », 2002, 445 p. (ISBN 978-2-253-94322-8)
  - Pasaulio išmintis, traduction lituanienne par J. Žalgaitė-Kaya, Vilnius, Aidai, 2005
- El passat per endavant [recueil inédit en français], traduction en catalan par J. Galí y Herrera, Barcelone, Barcelonesa d’edicions, 2001, 184 p.
- Introduction au monde grec : études d'histoire de la philosophie, Éditions de la Transparence, 2005
- La Loi de Dieu : Histoire philosophique d'une alliance, Folio, coll. « Folio essais », 2008, 582 p. (ISBN 978-2-07-035790-1)
- Au moyen du Moyen Âge : Philosophies médiévales en chrétienté, judaïsme et islam, Paris, Flammarion, coll. « Champs essais », 2006 (réimpr. 2008), 433 p. (ISBN 2-08-121785-6)
- Du Dieu des chrétiens et d’un ou deux autres, Flammarion, 2008  (ISBN 2081213192)
- Image vagabonde. Essai sur l'imaginaire baudelairien, Éditions de La Transparence, 2008
- Les Ancres dans le Ciel, Seuil, 2011
- Qui est le Dieu des chrétiens ? avec Jean-Pierre Batut, éditions Salvator, mars 2011  (ISBN 978-2706708077)
- Le Propre de l'homme : Sur une légitimité menacée, Flammarion, 2013, 257 p. (ISBN 978-2-08-129857-6)
- L'Éducation à l'âge du « gender », 2013, 144 p.  (ISBN 9782706709814) avec Michel Boyancé et Jean-Noël Dumont
- Modérément moderne, Flammarion, 2014, 383 p. (ISBN 978-2-08-133111-2)
- Le Règne de l'homme : Genèse et échec du projet moderne, Gallimard, coll. « L'Esprit de la cité », 2015, 416 p. (ISBN 978-2-07-077588-0)
- E. Grimi (éditeur), Contro il cristianismo e l'umanismo. Il perdono dell'Occidente, Sienne, Cantagalli, 2015, 336 p.
- Où va l'histoire ? Entretiens avec Giulio Brotti, Salvator, mai 2016  (ISBN 978-2-7067-1363-7)
- Sur la religion, Flammarion, 2018, 256 p. (ISBN 978-2-08-141686-4)
- Des vérités devenues folles, Salvator, 2019, 192 p.  (ISBN 978-2-7067-1363-7)
- Avec Souleymane Bachir Diagne, La Controverse : dialogue sur l'islam, Stock, coll. « Essais - Documents », 2019, 200 p. (ISBN 978-2-234-08812-2)
- Après l'humanisme. L'image chrétienne de l'homme, Salvator, 2022, 210 p.
- Sur l'islam, Paris, Gallimard, coll. « L'esprit de la cité », 2023  (ISBN 9782072855504), présentation sur le site de l'éditeur [lire en ligne]
- A chacun selon ses besoins. Petit traité d’économie divine, Paris, Flammarion, 2023, 225p.
- La morale remise à sa place, Paris, Gallimard, coll. « L'esprit de la cité », 2024,  (ISBN 2073075770), présentation sur le site de l'éditeur [lire en ligne].
- Rémi Brague et Pierre Conesa, Les religions font-elles plus de bien que de mal ?, Paris, Desclée de Brouwer, 2025, 136 p. (ISBN 978-2-220-09878-4, présentation en ligne)

### Direction d'ouvrages collectifs
- Herméneutique et ontologie, Mélanges en l'honneur de P. Aubenque à l'occasion de son 60e anniversaire, sous la dir. de Rémi Brague et Jean-François Courtine, PUF, Paris, 1990, XXI-388 p.
- Saint Bernard et la Philosophie, PUF, Paris, 1993, 195 p.
- Die Macht des Wortes, Eranos, N.F., Bd. 4, Wilhelm Fink, Munich, 1996, 347 p.
- Sauver ? PUF, Paris, 2023, 352 p.

### Éditions et traductions
- Leo Strauss, Maïmonide. Essais recueillis et traduits, Paris, PUF, 1988, 376 p.
- Maïmonide, Traité de logique, Paris, DDB, 1996, 158 p.
- Shlomo Pinès, La Liberté de philosopher. De Maïmonide à Spinoza, DDB, Paris, 1997, 484 p.
- Thémistios, Paraphrase de la Métaphysique d'Aristote, Livre Lambda, Paris, Vrin, coll. « Tradition de la pensée antique », 1999, 175 p.  (ISBN 978-2711614110)
- Maïmonide, Traité d'éthique, Paris, DDB, 2001, 186 p.
- Rhazès, La Médecine spirituelle, Paris, Flammarion, Paris, 2003
- Ignaz Goldziher, Sur l'Islam. DDB, 2003[23]

### Sélection d'articles
- « La "voie romaine" », Vingtième siècle, revue d’histoire, no 71,‎ juillet-septembre 2001, p. 63-66 (lire en ligne, consulté le 11 avril 2020)
- « En marge de La Pharmacie de Platon de J. Derrida », Revue philosophique de Louvain, t. 71, Quatrième série, no 10,‎ 1973, p. 271-277 (lire en ligne, consulté le 11 avril 2020)
- « Du théologico-politique au "théio-pratique" », Anglophonia, Caliban, no 17,‎ 2005, p. 7-11 (lire en ligne, consulté le 11 avril 2020)

### Autres publications
- Voir son CV

### Presse
- « Un dialogue théologique bien difficile » sur lexpress.fr
- Antoine Peillon, « Rémi Brague : "Cette pandémie est l’occasion d’un examen de conscience" », sur La Croix, 22 avril 2020 (consulté le 4 mai 2020) « N’y a-t-il pas des épidémies intellectuelles, morales, spirituelles, certes plus discrètes, mais plus délétères sur le long terme ? »
- Guillaume Daudé, La providence est la liberté n'ont pas la même définition pour le christianisme et pour l'islam", in Le Figaro, 26 octobre 2023.